# Konstruktivisme (international politik)
 For alternative betydninger, se Konstruktivisme. (Se også artikler, som begynder med Konstruktivisme)
Konstruktivisme er inden for International politik kendetegnet ved at stå i opposition til de fremherskende teoriretningers syn på internationale relationer. 

## Kritikken af de fremherskende teorier
Realismen er kendetegnet ved at sætte fokus på det internationale systems anarkiske karakter, og Liberalismen sætter fokus på de positive resultater af internationalt samarbejde. Konstruktivister finder, at begge teoriretninger lægger ydre årsager til grund for internationalt samarbejde, og er langt mere fokuserede på strukturer end på de aktører, der er af afgørende betydning for, hvordan det internationale samfund udvikler sig. Desuden anvender både liberalismen og realismen positivistiske arbejdsmetoder, der ifølge konstruktivismen medfører, at man ikke får mulighed for at komme til en dybere forståelse af de menneskelige handlinger, der er af afgørende betydning for de internationale relationer.

## Formuleringen af teori
Alexander Wendt er en af de mest publicerede fortalere for konstruktivisme. Hans indflydelsesrige værk fra 1992 Anarchy is what states make of it (Anarki er, hvad staterne gør det til), omhandler, at det internationale anarki ikke i sig selv gør staterne fjendtligtsindede overfor hinanden. Det afgørende er, hvordan staterne opfatter hinanden, og hvordan deres indbyrdes forhold udvikler sig over tid. Som eksempel tager han, at rumvæsener tager kontakt til jorden. Vi har ikke noget forhåndskendskab til disse rumvæsener, og det ville være dumt at være fjendtligtsindet overfor rumvæsenerne fra starten. Deres første handling bliver af afgørende betydning for de fremtidige relationer. Hvis rumvæsenerne bomber New York vil det være rimeligt at opfatte dem som fjendtligtsindede. Hvis de i stedet giver menneskeheden en kur mod kræft, så vil relationerne udvikle sig anderledes. Grundlæggende er Wendts pointe, at det ikke er, hvordan den internationale struktur er udformet, der er afgørende, men at det helt afgørende er, hvordan vores gensidige opfattelser har udviklet sig over tid.
Dette udsagn forkaster altså meget af den forskning, der er foregået inden for international politik, og den konstruktivistiske teori starter altså fra Wendt med meget lidt fælles accepteret viden. Dog er der enighed om, at man bør studere aktører frem for strukturer, om end man skal holde sig for øje, at strukturer ændrer aktørernes valgmuligheder.

### Københavnerskolen
Et eksempel på, hvordan man kommer videre fra dette punkt er Københavnerskolen. Skolen arbejder især med begrebet "sikkerhedsliggørelse" (securitization), der kort fortalt går ud på, at når noget er sikkerhedspolitik, så er alle former for politik tilladte. Som eksempel kan nævnes USA efter 11. september 2001, hvor terror-angreb er blevet sikkerhedsliggjorte i en grad, så man kan lave særlige regler for lufthavnskontrol, grænsekontrol, almen overvågning, og så videre. Ved at et emne bliver gjort til et spørgsmål om nationens overlevelse kan man altså tillade sig at anvende virkemidler, der under andre forhold er uacceptable. Om hændelser vitterligt er af afgørende betydning for nationens overlevelse er for så vidt ikke afgørende, det afgørende er, hvilke virkemidler, man derefter kan tage i brug. Inden for staters relationer kan man forestille sig, at eksempelvis andre staters våbenarsenaler bliver sikkerhedsliggjort (som det skete under Den kolde krig), og at dette bliver afgørende for, hvordan stater agerer overfor hinanden.
| Politik | Spire Denne artikel om politik og ideologi er en spire som bør udbygges. Du er velkommen til at hjælpe Wikipedia ved at udvide den. |